# Torres Blanquet
Les Torres Blanquet són dues torres del municipi de Sant Cugat del Vallès (Vallès Occidental) inclosa en l'Inventari del Patrimoni Arquitectònic de Catalunya.

## Descripció
Es tracta de dues torres d'estiueig amb la mateixa tipologia. Planta en forma de creu grega i estructura formada per planta baixa, pis, i segon pis. Els elements més característics són: coberta a dues vessants amb teules de ceràmica i un gran ràfec sostingut per bigues de fusta, torre-mirador que s'aixeca per damunt de la teulada en un costat lateral (element molt freqüent en les torres d'estiueig). Hi ha elements del repertori noucentista com són els coronaments de les façanes laterals per frontons motllurats. Balcó amb balustrada circular sostingut per columnes llises. Sòcol de pedra que recorre tot l'edifici.

## Història
Es diu que es van fer dues torres iguals perquè eren destinades a dos fills, pels voltants de 1930